# Fraatés III.

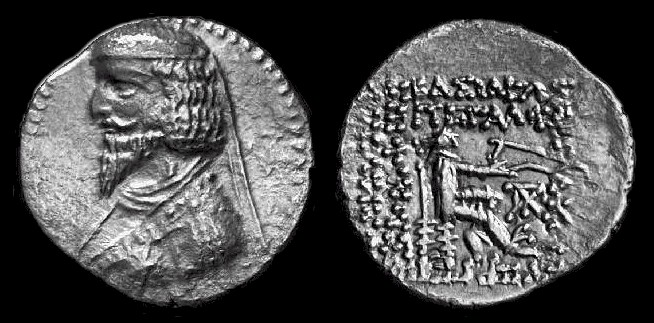
Fraatova mince

Fraatés III. (parthsky Frahát, řecky Φραάτης) byl parthský velkokrál z dynastie Arsakovců vládnoucí v letech 71/70–58/57 př. n. l. Byl synem krále Sinatruka, jehož vazby k předchozím králům jsou nejasné, a otcem pozdějších panovníků Mithradata III. a Oróda II. Z klínopisných textů je známa jeho sestra a manželka Peruztana.

## Vláda
Na trůn nastoupil po Sinatrukově smrti a od počátku musel se znepokojením sledovat, jak Římané postupují proti sousední Arménii, v jejímž čele stál jeden z nejvýznamnějších králů, Tigranés Veliký. Jeho snahou bylo vystupovat spíše umírněně. Nabídku Arménů na spojenectví odmítl, stejně jako nabídku pontského krále Mithridata VI. a posléze i ultimativní žádost samotných Římanů vedených vojevůdcem Lucullem. Do poměrů na západě zasáhl až v roce 65 př. n. l., kdy ve prospěch Tigranova syna krátce intervenoval v Arménii, aniž měla jeho akce větší efekt.
S novým římským místodržitelem v Malé Asii Gnaeem Pompeiem udržoval navenek korektní vztahy, přestože zde byl problém provincie Gordyéné v dnešním Kurdistánu, kterou Parthové s tichým souhlasem Římanů obsadili, aby z ní byli nakonec vypuzeni. V roce 64 př. n. l. došlo pod římskou patronací k uzavření dohody, která potvrdila status quo – Parthům v ní byla přiřknuta oblast Adiabéné na severu Mezopotámie, Gordyéné však připadla Arménům. Fraatés vládl pak ještě zhruba šest let a byl zabit při spiknutí, v němž hlavní úlohu sehráli jeho synové Mithradatés a Oródés.